# Poppy Morgan
Poppy Morgan (Kingston upon Hull, Inglaterra; 17 de febrero de 1983) es una actriz pornográfica retirada, directora y modelo británica.

## Biografía
Morgan nació en la ciudad de Kingston upon Hull, en el condado ceremonial de Yorkshire del Este (Inglaterra), en 1983. Antes de dedicarse a la industria del cine para adultos trabajó como pinche en el restaurante "Blake" de Londres. Fue ahí cuando, mientras trabajaba, un fotógrafo se fijó en ella y le preguntó si estaría interesada en ser modelo.
Después de trabajar como modelo en algunas publicaciones, debutó como actriz porno en 2004 con películas como Dirty Debutantes 298, 18 and Easy 2 o Appetite for Ass Destruction 2.
En 2006 se alzó con el Premios UKAFTA a la Mejor actriz. Durante su carrera consiguió en dos ocasiones el Premio AVN. El primero en 2008 en la categoría de Mejor escena de sexo en producción extranjera por Furious Fuckers Final Race; en 2010 se llevaría el galardón a la Mejor escena de trío lésbico por The 8th Day junto a Bree Olson y Tori Black.
En 2009 codirigió su única película junto a Taryn Thomas, Vogue Nasty, y protagonizada por Bobbi Starr, Taryn Thomas y Veronica Jett.
En 2014 decidió retirarse, dejando tras de sí algo más de 260 películas grabadas.

## Premios y nominaciones
| Año  | Ceremonia         | Resultado | Premio                                        | Trabajo                    |
| ---- | ----------------- | --------- | --------------------------------------------- | -------------------------- |
| 2006 | Euro eLine Award  | Nominada  | Mejor nueva artista                           | —                          |
| 2006 | Eroticline Awards | Ganadora  | Mejor sitio web de una actriz internacional   | —                          |
| 2006 | Premios UKAFTA    | Ganadora  | Mejor actriz                                  | —                          |
| 2008 | Premios AVN       | Ganadora  | Mejor escena de sexo en producción extranjera | Furious Fuckers Final Race |
| 2010 | Premios AVN       | Ganadora  | Mejor escena de trío lésbico                  | The 8th Day                |